# Hannah Archer Till
Hannah Archer Till (Contea di Kent, 1721 circa – Filadelfia, 1826) è stata una cuoca statunitense che lavorò alle dipendenze di George Washington. La Till accompagnò il generale Washington nelle campagne della guerra rivoluzionaria americana e fu presente a Valley Forge. Lavorò anche per il Marchese de Lafayette per sei mesi. È stata onorata come patriota dalle Figlie della rivoluzione americana nel 2015, nel Cimitero di Eden, a Collingdale, Pennsylvania.

## Primi anni e famiglia
Nacque nel 1721 circa nella Contea di Kent, nel Delaware. Il suo nome originale, Long Point, fu scelto dal padre, un indiano Oneida, per lo scontro riuscito con un cervo. Sua madre era una schiava afroamericana, ma non si conoscono altre informazioni sulla sua identità.
Il suo proprietario, John Brinkly, la vendette in Pennsylvania quando aveva 15 anni. A 25 anni fu venduta a Parson Henderson, che la portò nel Northumberland, in Inghilterra. Dieci anni dopo la trentacinquenne fu acquistata dal reverendo John Mason della Chiesa riformata associata di New York.
Hannah sposò Isaac Till prima della guerra rivoluzionaria americana. Isaac (? - 1796) era uno schiavo del capitano John Johnson della Contea di Bergen, New Jersey.

## Rivoluzione americana
Intorno al 1777 Hannah fu affittata a George Washington per servire come cuoca. Anche Isaac fu affittato come cuoco militare. I Tills compaiono per la prima volta nel registro delle spese di guerra di Washington all'inizio di luglio del 1776. Ebbero almeno tre figli: Andrew (nato nel 1761 circa), John (nato nel 1765 circa) e Sarah Till (nata nel 1771 circa), prima dell'inverno dell'esercito continentale a Valley Forge; la coppia viveva e lavorava nella casa di Isaac Potts, nota come quartier generale di Washington, dove Hannah diede alla luce il loro quarto figlio, Isaac Worley Till, intorno al gennaio 1778. Hannah accompagnò il generale Washington nelle sue campagne militari per sei anni e mezzo e lavorò anche per il marchese de Lafayette per sei mesi. Tra i due datori di lavoro, fu presente a tutte le battaglie combattute nella Guerra rivoluzionaria americana.
Secondo alcune fonti, Hannah e Isaac risparmiarono abbastanza per acquistare la loro libertà il 30 ottobre 1778. Secondo un'altra fonte, i documenti mostrano che Hannah divenne libera nel dicembre dello stesso anno. Hannah continuò a lavorare per Washington come cuoca retribuita.

## Post rivoluzione
I Tills si trasferirono a Filadelfia, in Pennsylvania, dove erano membri della Prima Chiesa Presbiteriana Africana. Hannah continuò a lavorare come cuoca.
Hannah e Isaac Till ebbero sette figli: gli altri tre furono Daniel (nato tra il 1775 e il 1795), Philip (nato tra il 1775 e il 1795) e William Till (nato tra il 1780 e il 1790).
Durante un viaggio di ritorno a Filadelfia nel corso del suo tour negli Stati Uniti del 1824-1825, Lafayette fece visita a Hannah, che chiamò “zia Hannah”. Le pagò il debito dopo aver saputo che era in arretrato con i pagamenti.
John Fanning Watson intervistò la 102enne nel marzo 1824 per un articolo nei suoi Annali di Filadelfia.

## Morte ed eredità
Hannah morì nel 1826 all'età di 104 anni. Fu inumata nel cimitero della First African Presbyterian Church tra la Settima e Bainbridge Street a Filadelfia. Il cimitero fu venduto e le sue spoglie furono trasferite nel Cimitero di Lebanon a Filadelfia Sud. Dopo che anche il cimitero di Lebanon fu venduto, le sue spoglie furono nuovamente spostate nel Cimitero di Eden a Collingdale, in Pennsylvania, dove oggi riposa.
Il 3 ottobre 2015, le Figlie della Rivoluzione Americana hanno eretto un cartello vicino alla sua tomba per riconoscere i suoi contributi. Anche un Capitolo DAR, (Daughters of the American Revolution, spesso abbreviato in DAR) è stato intitolato in suo onore.